# Donika Grajqevci
Donika Grajqevci (Leipzig, 14 november 2002) is een Kosovaars-Duits voetbalspeelster. Zij speelde voor het Kosovaars vrouwenvoetbalelftal en voor FC Carl Zeiss Jena in de Bundesliga.

## Statistieken
| Seizoen | Club            | Land      | Competitie        | Wedstrijden | Doelpunten |
| ------- | --------------- | --------- | ----------------- | ----------- | ---------- |
| 2019/20 | USV Jena        | Duitsland | Tweede Bundesliga | 2           | 0          |
| 2020/21 | Carl Zeiss Jena | Duitsland | Bundesliga        | 8           | 0          |
| 2021/22 | Carl Zeiss Jena | Duitsland | Bundesliga        | 11          | 0          |
| 2022/23 | Carl Zeiss Jena | Duitsland | Bundesliga        | 0           | 0          |
| Totaal  | Totaal          | Totaal    | Totaal            | 33          | 2          |

Bijgewerkt t/m 23 mei 2025.

## Interlandcarrière
Sinds oktober 2019 speelt Grajqevci in het Kosovaars vrouwenvoetbalelftal in de kwalificatie voor het EK.